# 刺猬歌
《刺猬歌》是中国作家张炜的一部长篇小说，2007年由人民文学出版社出版。

## 内容简介
小说讲述了男主人公廖麦与女主人公美蒂的爱情故事，小说中涉及了胶东地区的历史故事、风土人情、自然地理、现实生活等多方面的背景。小说极具张炜的创作风格，用浪漫主义的手法表现了光怪陆离的现实世界。